# Theodor von Jürgensen

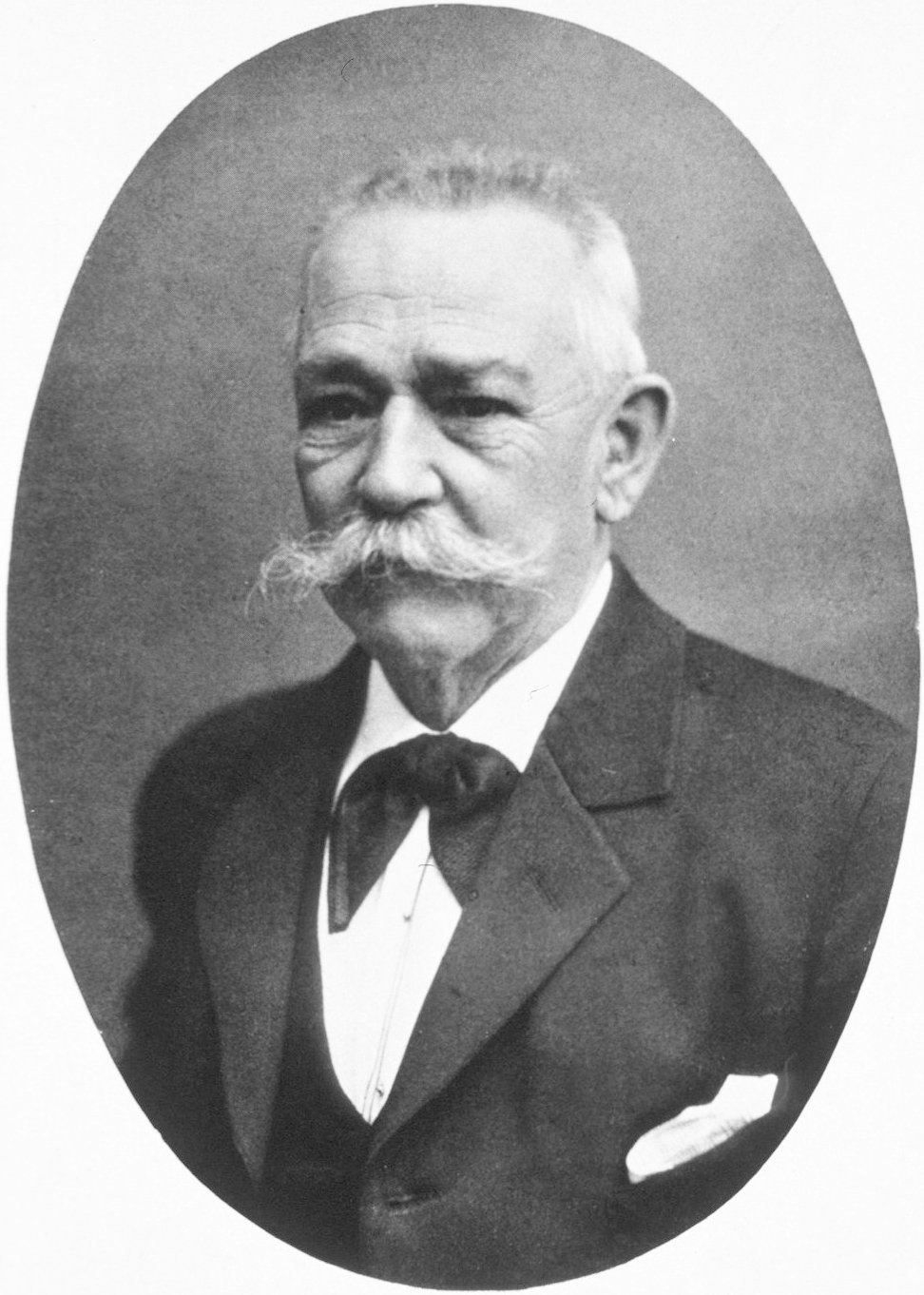
Theodor von Jürgensen

Theodor von Jürgensen (* 11. April 1840 in Flensburg; † 8. Mai 1907 in Tübingen) war ein deutscher Mediziner.
Theodor von Jürgensen studierte Medizin in Kiel, Breslau und Tübingen, wo er 1863 promoviert wurde. Er lehrte in Kiel ab 1864 als Privatdozent und ab 1869 als außerordentlicher Professor und Leiter der Poliklinik und wurde 1873 ordentlicher Professor als Direktor der Poliklinik in Tübingen.
Er befasste sich mit Kardiologie, Lungenerkrankungen (Pneumonie) und Infektionskrankheiten wie Masern.
Am 21. Juli 1886 (Matrikel-Nr. 2588) wurde er Mitglied der Leopoldina.

## Schriften
- Klinische Studien über die Behandlung des Abdominaltyphus mittels des kalten Wassers, F. C. W. Vogel, Leipzig 1866 Google Books
- Die Körperwärme des gesunden Menschen. F. C. W. Vogel, Leipzig 1873 Google Books
- Kruppöse Pneumonie, Katarrhalpneumonie. In: Hugo Wilhelm von Ziemssen's Handbuch der speciellen Pathologie und Therapie, 1874
- Artikel Antiphlogistische Heilmethoden, Blutentziehungen Transfusion. In: Ziemssen's Handbuch der allgemeinen Therapie, 1880
- Kruppöse Pneumonie: Beobachtungen aus der Tübinger Poliklinik, 1883
- Mitteilungen aus der Tübinger Poliklinik, 1886, 1892
- Lehrbuch der speciellen Pathologie und Therapie.  3. Auflage, Veit & Comp., Leipzig 1894 Archive
- Acute Exantheme: Allgemeines, Masern, Scharlach, Rötheln, Varicellen, 1894 bis 1896
- Erkrankungen der Kreislaufsorgane, Insufficienz, Schwäche, des Herzens,  in: Petzold, Stintzing: Handbuch der speziellen Therapie, 1899
- Behandlung der Erkrankungen der Athmungsorgane: Prophylaxe und allgemeine Behandlung, Behandlung der Luftröhrenerkrankungen, der Lungenkrankheiten (ausschl. Lungentuberculose), 1895